# Robert Lowie
Robert Henry Lowie (12 de junio de  1883 – 21 de septiembre de 1957) fue un antropólogo estadounidense, de origen austríaco. Experto en las naciones originarias estadounidenses, sus aportes fueron fundamentales en el desarrollo de la antropología moderna.

## Vida
Lowie nació en Viena, pero arribó a los Estados Unidos en 1893, y se graduó en el College de la ciudad de Nueva York en 1901, y de la Universidad de Columbia en 1908, donde estudió bajo la guía de Franz Boas. 
En 1909 entró como conservador asistente del American Museum of Natural History de Nueva York. Influenciado por Clark Wissler, Lowie se especializó en los originarios americanos. Desde 1921 hasta su retiro en 1950 fue profesor de Antropología de la Universidad de California, donde era la principal figura académica junto con Alfred Kroeber.
Lowie realizó muchas expediciones a las Grandes Planicies y un gran número de trabajos de campo etnográficos entre las etnias Arikara, Shoshone, Mandan, Hidatsa, y Crow (Cuervos). También pasó breves períodos entre otros pueblos del sudoeste estadounidense y de Sudamérica.

## Teoría
Su orientación teórica se inscribía en la corriente antropológica boasiana, enfatizando el relativismo cultural y oponiéndose al evolucionismo cultural de la era victoriana, cuyo máximo representante en Estados Unidos había sido Lewis Henry Morgan. Como muchos antropólogos de su tiempo, incluyendo a Boas, su academicismo se originó en el idealismo alemán y el romanticismo que expusieron pensadores tempranos como Johann Gottfried Herder.

## Trabajos principales
•	Societies of the Arikara Indians, (1914) 
•	Dances and Societies of the Plains Shoshones, (1915) 
•	Notes on the social Organization and Customs of the Mandan, Hidatsa and Crow Indians, (1917) 
•	Culture and Ethnology, (1917) 
•	Plains Indian Age Societies, (1917) 
•	Myths and Traditions of the Crow Indians, (1918) 
•	The Matrilineal Complex, (1919) 
•	Primitive Society, (1919) [Trad. cast. La sociedad primitiva, Amorrortu.]
•	The religion of the Crow Indians, (1922) 
•	The Material Culture of the Crow Indians, (1922) 
•	Crow Indian Art, (1922) 
•	Psychology and Anthropology of Races, (1923) 
•	Primitive Religion, (1924) [Trad. cast. Religiones Primitivas, Alianza Editorial.]
•	The Origin of the State, (1927) 
•	The Crow Indians, (1935) 
•	History of Ethnological Theory, (1937) 
•	The German People, (1945) 
•	Social Organization, (1948) 
•	Towards Understanding Germany, (1954) 
•	Robert H. Lowie, Ethnologist; A Personal Record, (1959)